# Châteauneuf-de-Vernoux
Châteauneuf-de-Vernoux là một xã ở tỉnh Ardèche, vùng Auvergne-Rhône-Alpes ở đông nam nước Pháp.